# Olympische Winterspiele 2022/Teilnehmer (Philippinen)
| Gelbes Symbol für Goldmedaillen mit stilisierten Olympischen Ringen | Graues Symbol für Silbermedaillen mit stilisierten Olympischen Ringen | Braundes Symbol für Bronzemedaillen mit stilisierten Olympischen Ringen |
| ------------------------------------------------------------------- | --------------------------------------------------------------------- | ----------------------------------------------------------------------- |
| —                                                                   | —                                                                     | —                                                                       |

Die Philippinen nahmen an den Olympischen Winterspielen 2022 in Peking zum sechsten Mal in ihrer Geschichte teil. Fahnenträgerin bei der Eröffnungsfeier war wie bereits bei den Winterspielen 2018 der Skirennfahrer Asa Miller, der auch der einzige Athlet der Delegation war.

## Teilnehmer nach Sportarten

### Ski Alpin
| Athleten   | Wettbewerbe  | 1. Lauf | 1. Lauf | 2. Lauf       | 2. Lauf       | Gesamt        | Gesamt        |
| Athleten   | Wettbewerbe  | Zeit    | Rang    | Zeit          | Rang          | Zeit          | Rang          |
| ---------- | ------------ | ------- | ------- | ------------- | ------------- | ------------- | ------------- |
| Männer     |              |         |         |               |               |               |               |
| Asa Miller | Slalom       | DNF     | DNF     | ausgeschieden | ausgeschieden | ausgeschieden | ausgeschieden |
| Asa Miller | Riesenslalom | DNF     | DNF     | ausgeschieden | ausgeschieden | ausgeschieden | ausgeschieden |